# Reedsville (Wisconsin)
Pour les articles homonymes, voir Reedsville.
Reedsville est un village du comté de Manitowoc, dans l'État du Wisconsin, aux États-Unis. En 2020, il comptait une population de 1 195 habitants.